# 勒瓦尔代西
勒瓦尔代西（法語：Le Valdécie，法語發音：[lə valdesi]）是法国芒什省的一个旧市镇，属于瑟堡区。2016年，勒瓦尔代西与临近的5个市镇合并为新市镇科唐坦地区布里克贝克。

## 地理
勒瓦尔代西（49°25'26"N, 1°39'10"W）面积4 平方千米，位于法国诺曼底大区芒什省，该省份为法国西北部沿海省份，西、北、东北三面环大西洋，东起顺时针与卡爾瓦多斯省、奧恩省、马耶讷省和伊勒-维莱讷省接壤。
与勒瓦尔代西接壤的市镇（或旧市镇、城区）包括：莱佩尔克、菲耶维尔莱米讷、圣雅克德内乌、圣皮耶尔达尔泰格利斯、博蒙地区索尔托斯维尔。

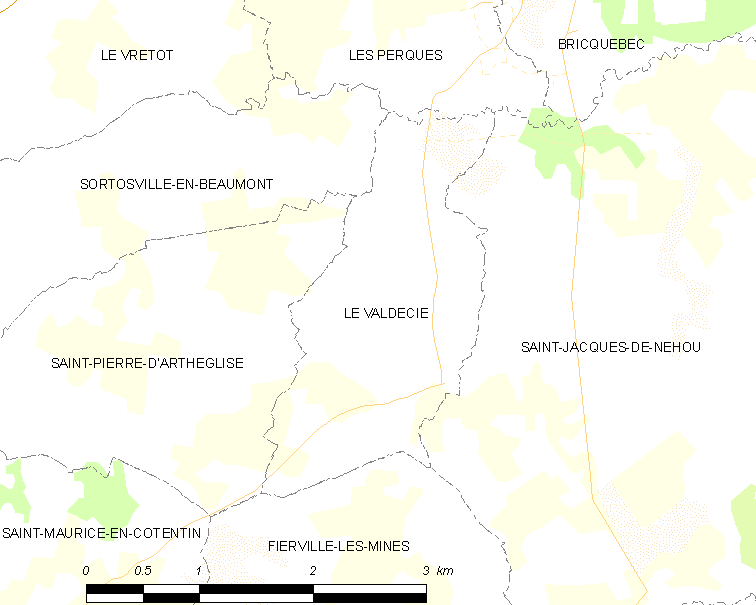
勒瓦尔代西的OSM定位图

勒瓦尔代西的时区为UTC+01:00、UTC+02:00（夏令时）。

## 行政
勒瓦尔代西的邮政编码为50260，INSEE市镇编码为50614。

## 政治
勒瓦尔代西所属的省级选区为科唐坦地区布里克贝克县。

## 人口

1962-2008年间勒瓦尔代西人口变化图示

勒瓦尔代西于2018年1月1日时的人口数量为145人。